# Luiz Ejlli
Luiz Ejlli, född 12 juli 1985 i Shkodra, Socialistiska folkrepubliken Albanien (nu Albanien), är en albansk sångare som blev en stor flickidol i Albanien efter sin medverkan i den albanska versionen av Idol, Ethet e së premtes mbrëma som han vann.

## Karriär
År 2004 ställde han upp i Festivali i Këngës 43 med låten "Hëna dhe yjet dashurojnë". Med låten tog han sig till finalen där han slutade tvåa, bakom vinnaren Ledina Çelo och före trean Jonida Maliqi. 2006 blev han den tredje artisten att representera Albanien i Eurovision Song Contest efter att ha vunnit Festivali i Këngës 44. Han sjöng etnosången "Zjarr e ftohtë" (sv: Eld och kyla) komponerad av Klodian Qafoku och skriven av Dr. Flori. Bidraget vann i den nationella uttagningen Festivali i Këngës över 19 andra bidrag. I den internationella finalen i Aten slutade han på fjortonde plats i semifinalen (av 23 bidrag) och tog sig inte till final. För första gången valde Albanien att inför tävlingen inte översätta sitt bidrag. Därigenom blev det första gången i Eurovisions historia som albanska framfördes.
År 2008 ställde han upp i den nationella albanska uttagningen, Festivali i Këngës igen. Denna gång i en duett med Juliana Pasha och med låten "Një jetë". I finalen slutade de på en andra plats, 7 poäng bakom Kejsi Tola som vann Festivali i Këngës 47 och 1 poäng före West Side Family.
År 2010 ställde han upp i Kënga Magjike 12. Även denna gång i form av en duett, tillsammans med Juliana Pasha. Den 26 september 2010 presenterades deras bidrag "Sa e shite zemren" i albansk TV. De blev framröstade som ett av de 40 populäraste bidragen, och med det kom de att tävla i finalen den 19 november 2010. De vann finalen med sin låt, två poäng före tvåan Pirro Çako. Under sommaren 2011 släppte han singeln "Iluzion".
2013 gjorde Ejlli comeback i Festivali i Këngës 52 med låten "Kthehu". I finalen slutade han på 10:e plats av 16 finalister efter att ha fått 20 poäng av domarna.
Ejlli deltog i Festivali i Këngës 54 med låten "Pa mbarim". Han gick till final och slutade i finalen oplacerad eftersom enbart topp 10 avslöjades.
2017 deltar han i Festivali i Këngës 56 tillsammans med sångerskan Rezarta Smaja och bidraget "Ra një yll".

## Privatliv
Ejlli är förlovad med Megi Topalli, som är dotter till Albaniens parlaments talman Jozefina Topalli. Han är anställd som kulturattaché vid den albanska ambassaden i Frankrikes huvudstad Paris. Albaniens socialistparti har anklagat den tidigare albanske utrikesministern Edmond Haxhinasto och Luiz Ejlli för svågerpolitik.